# Felix Femi Ajakaye

Wappen von Felix Femi Ajakaye

Felix Femi Ajakaye (* 25. Mai 1962 in Ibadan) ist Bischof von Ekiti. 

## Leben
Felix Femi Ajakaye empfing am 4. Juli 1987  die Priesterweihe. Papst Benedikt XVI. ernannte ihn am 16. April 2008 zum Koadjutorbischof von Ekiti.
Die Bischofsweihe spendete ihm der Bischof von Ekiti, Michael Patrick Olatunji Fagun, am 12. Juli desselben Jahres; Mitkonsekratoren waren Francis Folorunsho Clement Alonge, Bischof von Ondo, und Alfred Adewale Martins, Bischof von Abeokuta.
Nach der Emeritierung Michael Patrick Olatunji Faguns folgte er diesem am 17. April 2010 im Amt des Bischofs von Ekiti nach.